# Consejo Político Supremo
El Consejo Político Supremo (SPC; en árabe: المجلس السياسي الأعلى al-Majlis as-Siyāsiyy al-'A'lā) es un órgano ejecutivo formado por los hutíes y el Congreso General del Pueblo (GPC) para gobernar Yemen. Formado el 28 de julio de 2016, el consejo presidencial consta de 10 miembros y hasta su muerte por un ataque aéreo con aviones no tripulados el 19 de abril de 2018 estuvo encabezado por Saleh Ali al-Sammad como presidente con Qassem Labozah como vicepresidente. El SPC lleva a cabo las funciones de jefe de Estado en Yemen y gestionará los asuntos de estado de Yemen en un intento por llenar el vacío político durante la Guerra Civil de Yemen en 2015. El Consejo tiene como objetivo esbozar una base para administrar el país y administrar los asuntos de estado sobre la base de la constitución existente. Más tarde, el SPC también fue responsable de formar un nuevo gobierno dirigido por Abdel-Aziz bin Habtour conocido como el Gobierno de Salvación Nacional.
Los miembros tomaron juramento el 14 de agosto de 2016. El 15 de agosto, el Comité Revolucionario Supremo (SRC) entregó el poder al Consejo Político Supremo. Sin embargo, el SPC solo es reconocido por Cuba e Irán, pero sigue sin ser reconocido internacionalmente. 

## Fondo
A raíz de las renuncias del presidente Abdrabbuh Mansur Hadi y del primer ministro Khaled Bahah por la toma de posesión por parte de los rebeldes hutíes del palacio presidencial en enero de 2015, el líder houthi Abdul Malik Al Houthi habría propuesto un "consejo presidencial de transición" de seis miembros que tendría una representación igualitaria del norte y del norte. sur, aunque esta propuesta fue rechazada por el Movimiento de Yemen del Sur. Sin embargo, el 1 de febrero, los hutíes dieron un ultimátum a las facciones políticas de Yemen advirtiendo que si no llegaban a una solución a la crisis política actual, entonces el "liderazgo revolucionario" hutí asumiría la autoridad formal sobre el Estado. Según Reuters, las facciones políticas acordaron formar un consejo presidencial interino para administrar el país por hasta un año. El expresidente de Yemen del Sur, Ali Nasser Mohammed, fue considerado originalmente como un posible líder interino, pero Mohammed luego rechazó el cargo.
El 6 de febrero de 2015, los hutíes asumieron formalmente la autoridad en Saná, declararon la disolución de la Cámara de Representantes y anunciaron que se formaría un "consejo presidencial" para dirigir Yemen durante dos años, mientras que se establecería un "comité revolucionario" a cargo de formar un nuevo consejo nacional de 551 miembros. Este plan de gobernanza fue posteriormente afirmado por el líder del politburó de Houthi Ansarullah, Saleh Ali al-Sammad , cuando dijo que el consejo nacional elegiría un consejo presidencial de cinco miembros para gobernar el país.

## Gobierno de Salvación Nacional

Controlado por el Consejo Político Supremo (Hutíes)
Controlado por el Ejército de Yemen leal al presidente Alimi o por tropas de la Liga Árabe
Controlado por Al-Qaeda y Ansar al-Sharia
Controlado por el Consejo de Transición del Sur

El 2 de octubre de 2016, los Houthis designaron a Abdel-Aziz bin Habtour como Primer Ministro. El 4 de octubre, formó su gabinete. El gabinete estaba compuesto por miembros del Movimiento de Yemen del Sur. Sin embargo, el gabinete no fue reconocido internacionalmente.
El 28 de noviembre de 2016, se formó un nuevo gabinete. Solo está compuesto por miembros del movimiento pro-Saleh GPC y Ansarullah.
Sin embargo, el Enviado Especial de la ONU para Yemen, Ismail Ould Cheikh Ahmed, dijo que la medida era "un obstáculo nuevo e innecesario. Yemen se encuentra en una coyuntura crítica. Las acciones tomadas recientemente por Ansarullah y el Congreso General del Pueblo solo complicarán la búsqueda de una solución pacífica. Las partes deben mantener los intereses nacionales de Yemen por encima de las ambiciones partidistas estrechas y tomar medidas inmediatas para poner fin a las divisiones políticas y abordar los desafíos de seguridad, humanitarios y económicos del país". Afirmó además que tal acción podría dañar las conversaciones de paz.